# Preromantism
Preromantismul este un curent literar și artistic din secolul al XVIII-lea, anterior romantismului, care se caracterizează prin respingerea canoanelor clasicismului, prin adoptarea cultului sensibilității și al naturii, prin gustul pentru pitoresc și exotic etc. 
Preromantismul este un curent de tranziție între iluminism și romantism. Se introduc în literatură motivul nopții, al ruinelor și cimitirelor, poezia ruralului și a naturii, comuniunea dintre stările sufletești și schimbările naturii.

## Reprezentanți
- Edward Young
- Thomas Gray
- James Thomson
- Thomas Percy